# RV Thalheim
Der Ringerverein Thalheim ist ein sächsischer Sportverein aus Thalheim im Erzgebirge, dessen erste Ringer-Mannschaft bis 2011 in der 1. Bundesliga Ost kämpfte. Nach dem Bundesliga-Rückzug startete der Verein ab 2012 in der Regionalliga Mitteldeutschland und ab September 2013 wieder in der 2. Bundesliga Nord.

## Vereinsstruktur
Der RV Thalheim zählt derzeit 226 Mitglieder (Stand: Januar 2016). Der Vorstand besteht aus dem 1. Vorsitzenden Holger Hähnel, dem 2. Vorsitzenden Karsten vom Scheidt, Kassenwartin Susann Zierold, dem Jugendwart Tino Korb und dem Schriftführer Sebastian Müller. Von der Vereinsgründung bis zum 1. Juli 2008 bekleidete André Schmidt das Amt des 1. Vorsitzenden.

## Geschichte
Gegründet wurde der Verein als Nachfolger der Abteilung Ringen des SV Tanne Thalheim am 15. Februar 2001. Die Ursprünge des Ringkampfsportes gehen in Thalheim bis auf das Jahr 1903 zurück. Am 18. Dezember jenes Jahres wurde der Athletenclub "Jung Siegfried" gegründet. Im Zuge der Zwangsauflösung dieses der Arbeitersportbewegung zugehörigen Vereins erfolgte 1932 die Gründung des Sportvereins "Olympia" Thalheim. Nach dem Zweiten Weltkrieg dauerte es bis ins Jahr 1962, ehe in Thalheim wieder Ringkampfsport in einem organisierten Rahmen betrieben wurde. Die Neugründung erfolgte in der Sektion Ringen der Betriebssportgemeinschaft "Fortschritt" Thalheim. Im Jahre 1990 wurde schließlich der Sportverein "Tanne" Thalheim, der größte Sportverein im ehemaligen Landkreis Stollberg, ins Leben gerufen.

## Sportliche Erfolge
Die Thalheimer Ringer-Mannschaft war bis 2011 das einzige sächsische Team, das seit 1991 ununterbrochen der Leistungsklasse Bundesliga angehörte. Nach 15 Jahren in der 2. Bundesliga gelang 2006 der Aufstieg in die 1. Ringer-Bundesliga. Nach der Saison 2011/12 zog sich die Mannschaft freiwillig aus dem Oberhaus zurück und wurde in der Regionalliga Mitteldeutschland eingegliedert. 2013 erfolgte der Wiederaufstieg in die 2. Bundesliga Nord. Im Juli 2016 wurde die Thalheimer Ringerin Emilie Haase in Stockholm Europameisterin der Kadettinnen.

## Bekannte Ringer
- Bernd Drechsel